# Lista de falácias
Uma falácia é um raciocínio que é logicamente incorreto, prejudica a validade lógica de um argumento, ou é visto como instável. Todas as formas de comunicação humana podem conter falácias.
Por causa de sua variedade, falácias são difíceis de classificar. Elas podem ser classificadas por sua estrutura (falácias formais) ou conteúdo (falácias informais). As falácias informais, o grupo maior, podem então ser subdivididas em categorias como presunção imprópria, generalização falsa, erro na atribuição de causa e consequência, entre outras.
As falácias são comumente usadas quando o objetivo do argumentador (ou orador) de conseguir que concordem com ele é mais importante para ele do que utilizar um raciocínio sólido. Quando falácias são usadas, a premissa tende a ser reconhecida como mal fundamentada, a conclusão como não comprovada (mas não necessariamente falsa) e o argumento como instável.

## Falácias formais
Uma falácia formal é um erro na construção de um argumento. Todas as falácias formais são tipos de non sequitur.
- Argumento ad logicam (falácia da falácia) – presumir que, se um argumento específico de uma conclusão for falacioso, a conclusão automaticamente também é falsa. (por exemplo: ignorar ou dispensar um ponto de vista porque o interlocutor se utilizou de ad hominem.)[3]
- Apelo à probabilidade – presumir que algo seja correto/verdadeiro porque provavelmente é (ou poderia ser).[4][5]
- Falácia da taxa-base – ignorar a taxa base em favor da informação individualizadora.
- Falácia da conjunção – presumir que um resultado que satisfaça várias condições simultaneamente é mais provável do que um resultado que satisfaça apenas uma delas.[6]
- Falácia da probabilidade condicionada – fazer um julgamento de probabilidade com base em probabilidades condicionadas, sem levar em consideração o efeito das probabilidades a priori.[7]
- Falácia do homem mascarado (substituição ilícita de idênticos) – substituir um elemento por outro (supostamente) idêntico, distorcendo o argumento. (por exemplo: substituir uma palavra por outra de significado parecido, mas que, dependendo do contexto aplicado, pode levar à uma conclusão falsa.)[8]
- Non sequitur – onde a conclusão não segue logicamente a premissa.[9]

### Falácias proposicionais
Uma falácia proposicional é um erro que se trata de proposições compostas. Para uma proposição composta ser verdadeira, os valores de verdade de suas partes constituintes devem ser coerentes com os respectivos conectivos que ocorrem nela (mais comumente: [e], [ou], [não], [somente se], [se e apenas se]). As falácias a seguir envolvem relações cujos valores de verdade não são garantidos e, portanto, não garantem que resultam em conclusões verdadeiras.
- Afirmar uma disjunção – concluir que uma disjunção de uma disjunção lógica deve ser falsa porque a outra disjunção é verdadeira.[10]
- Afirmação do consequente – o antecedente em um condicional indicativo é afirmado como verdadeiro porque o consequente é verdadeiro.[10]
- Negação do antecedente – o consequente em um condicional indicativo é afirmado como falso porque o antecedente é falso.[10]

### Falácias de quantificação
Uma falácia de quantificação é um erro na lógica onde os quantificadores das premissas são contraditórios ao quantificador da conclusão.
- Falácia existencial – um argumento contém duas premissas universais (todos, todas) para chegar a uma conclusão específica (alguns, algumas).[11] (por exemplo: se TODAS as babás tem acne, e TODAS as integrantes do clube de babás são babás, logo ALGUMAS das integrantes do clube tem acne.)[12]

### Falácias silogísticas formais
Falácias silogísticas são falácias lógicas que ocorrem em silogismos.
- Conclusão afirmativa de uma premissa negativa (negativo incorreto) – um silogismo categórico tem uma conclusão positiva, mas ao menos uma premissa negativa.[11]
- Conclusão negativa das premissas afirmativas (afirmativo incorreto) – um silogismo categórico tem uma conclusão negativa, mas premissas afirmativas.[11]
- Falácia de premissas exclusivas – um silogismo categórico que é inválido porque ambas as premissas são negativas.[11]
- Falácia do escopo modal – um nível de necessidade injustificado é posto na conclusão.[13][14]
- Falácia do termo médio não distribuído – o termo do meio em um silogismo categórico não é distribuído.[15]
- Falácia dos quatro termos – um silogismo categórico que possui quatro termos.[16]
- Falácia modal – confundir necessidade com suficiência.[13]
  - Uma condição X é necessária para Y se X for necessária até mesmo para a possibilidade de Y. X não conclui Y por si só, mas se não houver X, não haverá Y. (por exemplo: o oxigênio é necessário para o fogo, mas não se pode presumir que em todos os lugares onde há oxigênio, há fogo.)
  - Uma condição X é suficiente para Y se X, por si só, é suficiente para gerar Y. (por exemplo: andar de ônibus é um meio de transporte funcional para chegar ao trabalho. Mas existem outros meios de transporte – carro, táxi, bicicleta, caminhada – que podem ser usados.)
- Ilícito maior – um silogismo categórico que é inválido porque seu termo principal não é distribuído na premissa maior, mas na conclusão.[11]
- Ilícito menor – um silogismo categórico que é inválido porque seu termo menor não é distribuído na premissa menor, mas distribuído na conclusão.[11]

## Falácias informais
Falácias informais são argumentos logicamente instáveis pela falta de premissas bem fundamentadas.
- Argumentum ad temperantiam (equilíbrio falso, meio-termo, apelo à moderação) – presumir que um meio-termo entre duas posições está sempre correto.[17]
- Atribuição falsa – em suporte de um argumento, apelar para uma fonte irrelevante, não-identificável, indefinida, tendenciosa ou fabricada.[18]
- Autoridade falsa (autoridade única) – usar um especialista de credenciais duvidosas ou usar apenas uma opinião para promover uma ideia. Relacionado à apelo à autoridade.[19][20]
  - Falácia da citação fora de contexto (contextotomia) – retirada seletiva de palavras de seu contexto original para distorcer o significado desejado.[21]
- Bola de neve (Slippery slope) – afirmar que uma ação, relativamente pequena, irá inevitavelmente levar a uma corrente de eventos subsequentes e, portanto, não deve ser permitida.[22]
- Contar duplamente – contar eventos ou ocorrências mais que uma vez em raciocínios de probabilidade, o que leva a soma de probabilidades de todos os casos exceder a unidade.[23]
- Correlação suprimida – uma correlação é redefinida para que as alternativas sejam impossíveis. (por exemplo: "Eu não sou gordo, pois sou mais magro que João.").[24]
- Equívoco – usar um termo com mais de um significado em uma afirmação sem especificar qual o significado atribuído.[25]
  - Definição persuasiva – pretensiosamente usar a definição "verdadeira" ou "comumente aceitada" enquanto, na realidade, usa-se uma definição incomum ou alterada.[2][26][27]
  - Falácia motte-and-bailey – conflitar duas posições com propriedades similares, uma modesta e fácil de defender (a "motte") e uma mais controversa (a "bailey").[28] O argumentador primeiramente estabelece a posição controversa, mas quando desafiado, estabelece que está avançando à posição modesta.[29]
  - Meio-termo ambíguo – usar um meio-termo com vários significados.[27]
  - Retratação da definição – mudar o significado de uma palavra quando uma objeção é levantada.[30] Frequentemente usada junto com mudança de critérios (ver abaixo), como quando um argumento é desafiado usando uma definição comum de um termo no argumento, e o argumentador apresenta uma definição diferente do termo e portanto demanda uma evidência diferente para desacreditar do argumento.
- Falácia continuum (falácia da barba, falácia do homem calvo) – rejeitar impropriamente um posicionamento por ser impreciso.[31]
- Falácia de composição – assumir que algo verdadeiro de uma parte do conjunto há de ser verdadeiro também pelo conjunto como um todo.[32]
- Falácia de definição – definir um termo usado em um argumento de forma enviesada (por exemplo: usar "termos carregados"). A pessoa fazendo o argumento espera que o interlocutor irá aceitar a definição dada, fazendo com que o argumento seja difícil de refutar.[33]
- Falácia de divisão – assumir que algo verdadeiro de um conjunto há de ser verdadeiro para todas (ou algumas de) suas partes. (por exemplo: "O ser humano normalmente tem 2 pernas. Logo, todos os seres humanos tem 2 pernas.")[34]
- Falácia divina (apelo à incredulidade) – argumentar que, por algo ser tão incrível ou maravilhoso, ele há de ser superior, divino, alienígena ou uma atividade paranormal.[35]
- Falácia do feedback – acreditar na objetividade de uma avaliação usada como base para melhoria, sem verificar se a fonte da avaliação é pertinente. [36]
- Falácia do historiador – presumir que pessoas que tomaram decisões no passado tinham informações idênticas as subsequentes que analisaram a decisão.[37] Não deve ser confundido com presentismo, no qual as ideias do presente e perspectivas são anacronicamente projetadas ao passado.
- Falácia ecológica – inferir sobre a natureza de uma entidade baseando-se apenas em estatísticas agregadas coletadas pelo grupo que a entidade pertence.[38]
- Falácia etimológica – assumir que o significado original ou histórico de uma palavra ou frase é necessariamente similar ao real uso atual.[39]
- Falácia histórica – um erro na interpretação na qual alguém lê em um processo, seja como uma causa ou um elemento essencial, que apenas vem como resultado do processo.[40][41]
  - Falácia baconiana – usar pedaços de evidências históricas sem ajuda dos métodos específicos, hipóteses, ou teorias em uma tentativa de fabricar uma verdade geral sobre o passado. Compromete historiadores "à busca de um objeto impossível por um método impraticável".
- Falsa dicotomia – duas afirmações alternativas são dadas como as únicas opções possíveis quando, na realidade, há mais.[42]

### Premissa imprópria
- Pergunta complexa (plurium interrogationum) - alguém faz uma pergunta que pressupõe algo que não foi provado ou aceito por todas as pessoas envolvidas. Essa falácia é frequentemente usada de forma retórica para que a questão limite as respostas diretas àquelas que atendem às intenções do questionador.[43]
- Petitio principii – usar a conclusão do argumento para se apoiar em uma premissa.[44][45][46]
  - Rótulo carregado – embora não seja necessariamente falaciosa, o uso de termos evocativos para apoiar uma conclusão é um tipo de falácia petitio principii. Quando usado de forma falaciosa, as conotações do termo são utilizadas para influenciar o argumento em direção a uma conclusão específica. Por exemplo, um anúncio de alimentos orgânicos que diz "Alimentos orgânicos são alimentos seguros e saudáveis cultivados sem pesticidas, herbicidas ou outros aditivos prejudiciais à saúde". O uso do termo "aditivos não saudáveis" é usado como suporte para a ideia de que o produto é seguro.[47]

### Generalizações falsas
Generalizações falsas são raciocínios baseados em generalização a partir de evidências específicas.
- Dicto secundum quid ad dictum simpliciter (Acidente) – uma exceção de uma generalização é ignorada.[48]
  - Falácia do escocês de verdade – torna uma generalização verdadeira alterando a generalização para excluir um contra-exemplo.[49]
- Exceção avassaladora – uma generalização precisa que vem com qualificações que eliminam tantos casos que o que resta é muito menos impressionante do que a afirmação inicial poderia ter levado a supor.[50]
- Falsa analogia – um argumento por analogia em que a analogia é inadequada.[51]
- Generalização precipitada – basear uma conclusão ampla em uma amostra pequena ou não representativa.[52]
- Evidência suprimida – usar casos individuais ou dados que confirmam uma posição específica, enquanto ignora casos relacionados ou dados que podem contradizer essa posição.[53][54] Um tipo de viés de confirmação.

### Causa questionável
A causa questionável é um tipo genérico de erro com muitas variantes. Sua base primária é a confusão de associação com causalidade, seja por dedução inadequada (ou rejeição) de causalidade ou uma falha mais ampla em investigar apropriadamente a causa de um efeito observado.
- Cum hoc ergo propter hoc (Latim para "junto a isso, portanto por causa disso"; correlação não implica causalidade; falsa causa/efeito, correlação coincidente, correlação sem causa) – uma suposição falha de que, por haver uma correlação entre duas variáveis, uma causou a outra.[55]
  - Post hoc ergo propter hoc (Latim para "após isso, portanto por causa disso"; sequência temporal não implica causalidade) – X aconteceu, depois Y aconteceu; portanto, X causou Y.[56]
  - Inversão de causa e efeito (causa reversa) – causa e efeito são invertidos. Diz-se que a causa é o efeito e vice-versa.[57]
- Causa complexa – presume-se que existe uma causa simples para um resultado quando, na realidade, ele pode ter sido causado por um número de causas apenas conjuntamente suficientes.[58]
- Falácia do apostador – a crença incorreta de que eventos separados e independentes podem afetar a probabilidade de outro evento aleatório. Se uma moeda justa der cara 10 vezes consecutivas, a crença de que é "devido ao número de vezes que ela anteriormente deu coroa" é incorreta.[59]

### Falácias de relevância
- Argumentum ad ignorantiam (Apelo à ignorância) – assumir que uma afirmação é verdadeira porque não pode ser provada falsa.[60]
- Apelo à incredulidade (apelo ao senso comum) – assumir que uma afirmação é falsa por não conceber ela sendo verdadeira. "Não consigo imaginar isto como verdade; logo, isto há de ser falso."[61]
- Argumentum ad lapidem – rejeitar uma afirmação considerando-a como absurda sem demonstrar provas sobre seu absurdo. [62]
- Argumentum ad nauseam (Apelo à repetição, argumentum ad infinitum) – repetir um argumento até que todos se cansem ou percam a paciência de discuti-lo;[63][64] algumas vezes confundido com proof by assertion.
- Argumentum ex silentio – assumir que uma premissa é verdadeira baseada na ausência de evidência falada ou escrita de uma fonte confiável, ou vice versa.[65]
- Ignoratio elenchi – um argumento que por si só pode ser válido, mas não se relaciona ao tema em questão.[27]

#### Falácias red herring
Uma falácia red herring ou arenque vermelho, um dos subtipos principais das falácias de relevância, é um erro na lógica onde a proposição é, ou tem a intenção de ser, mentirosa para fazer inferências irrelevantes ou falsas. Isso inclui qualquer inferência lógica baseada em argumentos falsos, com a intenção de substituir a carência de argumentos reais ou implicitamente substituir o assunto em discussão.
- Pista falsa – introduzir um segundo argumento em resposta ao primeiro que é irrelevante e rouba atenção do tópico primário. (ex: dizer “Se você quer reclamar da louça que eu deixo na pia, que tal as roupas sujas que você deixa no banheiro?”)[68]
- Ad hominem – atacar o argumentador ao invés do argumento em si. (Note que "ad hominem" pode também referir-se a estratégia dialética de argumentar baseando-se nos compromissos do oponente. Esse tipo de ad hominem não é uma falácia.)
  - Ad hominem circumstantial – assumir que uma conclusão é falsa por causa de "segundas intenções" por trás da conclusão (ex: benefício pessoal).[69]
  - Envenenando o poço – um subtipo de ad hominem que apresenta informações diversas sobre uma pessoa-alvo com a intenção de desmoralizar ou causar descrédito a tudo que a pessoa-alvo diz.[70]
- Argumentum ad verecundiam (Apelo à autoridade) – uma asserção é dita como verdadeira por causa da posição ou autoridade da pessoa que a asserte.[18][20]
- Argumentum ad consequentiam (Apelo à consequências) – a conclusão é baseada por uma premissa que afirma consequências (tipicamente de curto prazo) positivas ou negativas de alguma ação numa tentativa de distrair da discussão inicial e dos princípios.[71]
- Apelo à emoção – manipular as emoções do interlocutor ao invés de usar um raciocínio válido para chegar num acordo em comum.[72]
  - Apelo ao medo – gerar estresse, ansiedade, cinismo, ou preconceito com o oponente em uma discussão.[73]
  - Apelo à elogios – elogiar excessivamente ou desonestamente para chegar num acordo em comum.[74]
  - Argumentum ad misericordiam (Apelo à misericórdia) – gerar sentimentos de simpatia ou misericórdia no interlocutor para chegar num acordo.[75]
  - Apelo ao ridículo (reductio ad ridiculum, reductio ad absurdum) – debochar ou dizer que a posição do oponente é cômica para desviar dos méritos do argumento do oponente. (Note que "reductio ad absurdum" também pode se referir a forma clássica de argumentação que estabelece uma premissa por mostrar que o cenário oposto resultaria em algo absurdo ou contraditório. Esse tipo de ad absurdum não é uma falácia.)[76]
  - Apelo à hostilidade – gerar acidez ou hostilidade no interlocutor direcionado ao oponente em uma discussão.[77]
  - Pooh-pooh – dizer que um argumento do oponente não merece ser levado em consideração.[78]
  - Wishful thinking – argumentar pelo intuito do interlocutor de acordo com o que pode ser prazeroso de imaginar ao invés de estar de acordo com uma evidência ou razão.[79]
- Apelo à natureza – o julgamento é baseado somente no fato do sujeito do julgamento ser 'natural' ou 'não-natural'.[80] (Algumas vezes também chamada de "falácia natural", mas não deve ser confundida com as outras falácias por esse nome.)[carece de fontes?]
- Argumentum ad novitatem – uma proposta é dita como superior ou melhor somente por ser nova ou moderna.[81]
- Argumentum ad lazarum – apoiar uma conclusão porque o argumentador é pobre (ou refutar porque o argumentador é rico).[82]
- Argumentum ad crumenam – apoiar uma conclusão porque o argumentador é rico (ou refutar porque o argumentador é pobre).[83]
- Argumentum ad antiquitatem – uma conclusão é apoiada somente porque foi por muito tempo dita como verdadeira.[84]
- Argumentum ad baculum – um argumento feio por coerção or ameaças de força para apoiar uma oposição.[85]
- Argumentum ad populum (apelo à desinformação, apelo à maioria) – uma proposição é dita como verdadeira ou boa apenas porque a maioria das pessoas acreditam que ela é.[86]
- Dois errados fazem um certo – assumir que, se um erro é cometido, outro erro irá repará-lo.[87]
- Esnobismo cronológico – uma tese é entendida como incorreta por ter sido comumente usada quando outra coisa, sendo ela falsa, também era comumente usada.[88][89]
- Falácia de associação (culpa por associação, honra por associação) – argumentar que por duas coisas compartilharem (ou serem implícitas de compartilharem) alguma propriedade, elas são a mesma coisa.[90]
- Nut-picking (Escolher a dedo) - focar nos detalhes triviais de um argumento, ao invés do ponto principal da argumentação.[91][92]
- Falácia da privação relativa – rejeitar um argumento ou reclamação por considerar outros problemas mais importantes. First World problems são uma subseção desta falácia.[93][94]
- Falácia do atirador de elite do Texas – impropriamente afirmar um caso para explicar um grupo de dados.[95]
- Tu quoque (Apelo à hipocrisia) – dizer que uma posição é falsa, errada, ou deveria ser rejeitada porque o oponente falha em agir consistente de acordo com ela.[96]
  - Whataboutism
- Falácia do espantalho – representar erroneamente um argumento do oponente por meio de aumentar ou diminuir o âmbito da premissa e refutar a versão mais fraca.[97]
- Falácia genética – uma conclusão é sugerida baseada somente na origem de algo ou alguém, ao invés do significado ou contexto atual.[98]
- Falácia moralista – inferir conclusão factuais de premissas de nivelação, em violação da distinção de fato-valor (por exemplo: fazer afirmações sobre o que algo é, baseando-se em afirmações sobre o que algo deve (moralmente) ser.) Essa é a falácia oposta a falácia naturalista.[carece de fontes?]
- Falácia naturalista (às vezes confundida com apelo à natureza) – inferir conclusões de nivelação por premissas puramente factuais[99][100] em detrimento da distinção de fato-valor.
  - Lei de Hume – afirmações sobre o que deve ser com base em afirmações sobre o que é.[100]
- Ipse dixit (falácia de asserção nua) – uma afirmação que é apresentada como verdadeira sem apoio, como sendo verdadeira por si só, ou como dogmaticamente verdadeira. Essa falácia se baseia na perícia implícita do orador ou em uma verdade não-dita.[101]

### Citações
1. ↑  Hornby, A. S. (2010). Oxford Advanced Learner's Dictionary of Current English (em inglês) 8 ed. England: Oxford University Press. ISBN 978-0-194-79900-3
2. 1 2 3  Bunnin & Yu 2008.
3. ↑  Curtis, Garry. «Logical Fallacy: Fallacy Fallacy». The Fallacy Files. Consultado em 1 de setembro de 2021. Cópia arquivada em 15 de novembro de 2021
4. ↑  Leon, Joseph (23 de abril de 2011). «Appeal to Probability». Logical & Critical Thinking (em inglês). Consultado em 1 de setembro de 2021. Cópia arquivada em 27 de setembro de 2013
5. ↑  McDonald, Simon (2009). «Appeal to probability». Toolkit For Thinking (em inglês). Consultado em 1 de setembro de 2021. Arquivado do original em 19 de fevereiro de 2015
6. ↑  Straker, David. «Conjunction Fallacy». ChangingMinds.org (em inglês). Consultado em 1 de fevereiro de 2011. Cópia arquivada em 13 de agosto de 2011
7. ↑  «Base Rate Fallacy». Psychology Glossary (em inglês). AlleyDog.com. Consultado em 1 de fevereiro de 2011. Cópia arquivada em 7 de julho de 2011
8. ↑  Curtis, Gary. «Logical Fallacy: The Masked Man Fallacy». Fallacy Files (em inglês). Consultado em 9 de setembro de 2021. Cópia arquivada em 15 de novembro de 2021
9. ↑  Bennet, Bo. «Non Sequitur». logicallyfallacious (em inglês). Consultado em 1 de setembro de 2021
10. 1 2 3  Audi 2015, p. 316.
11. 1 2 3 4 5 6  Audi 2015, p. 317.
12. ↑  «Existential Fallacy». Logically Fallacious (em inglês). Consultado em 31 de agosto de 2021
13. 1 2  Swartz, Norman. «Foreknowledge and Free Will | Internet Encyclopedia of Philosophy». Internet Encyclopedia of Philosophy (em inglês). Consultado em 1 de outubro de 2021
14. ↑  Curtis, Gary N. «Logical Fallacy: Modal Scope Fallacy». fallacyfiles.org. Consultado em 1 de outubro de 2021
15. ↑  Audi 2015, pp. 316-317.
16. ↑  Pirie 2007, pp. 133-136.
17. ↑  Damer 2009, p. 150.
18. 1 2  «HUMBUG! Ebook by Jef Clark and Theo Clark | Argument | Fallacy». Scribd (em inglês). Consultado em 2 de agosto de 2021
19. ↑  «False Authority: When People Rely on the Wrong Experts». Effectiviology (em inglês). Consultado em 1 de outubro de 2021
20. 1 2  Walton 1999, p. 28.
21. ↑  Gula 2007, p. 97.
22. ↑  Walton 1999, p. 315.
23. ↑  Campbell 2012.
24. ↑  Shafer-Landau, p. 193.
25. ↑  Damer 2009, p. 121.
26. ↑  Stevenson 1938.
27. 1 2 3  Copi & Cohen 1990.
28. ↑  Zabel, Joseph (9 de agosto de 2017). «The Motte and the Bailey: A rhetorical strategy to know». Heterodox Academy (em inglês). Cópia arquivada em 4 de fevereiro de 2020
29. ↑  Shackel 2005.
30. ↑  Pirie 2007, p. 46.
31. ↑  Dowden, Bradley. «Fallacies | Internet Encyclopedia of Philosophy». Internet Encyclopedia of Philosophy (em inglês). Consultado em 10 de setembro de 2021
32. ↑  Pirie 2007, p. 31.
33. ↑  Frankena 1939.
34. ↑  Pirie 2007, p. 53.
35. ↑  «divine fallacy (argument from incredulity) - The Skeptic's Dictionary - Skepdic.com». skepdic.com. Consultado em 27 de setembro de 2021
36. ↑  Buckingham & Goodall 2019.
37. ↑  Fischer 1970, pp. 209-213.
38. ↑  Fischer 1970, pp. 119-120.
39. ↑  Gula 2007, p. 70.
40. ↑  Dewey 1896, p. 367.
41. ↑  «historical fallacy - APA Dictionary of Psychology». American Psychology Association. Consultado em 6 de setembro de 2021
42. ↑  «Fallacy: False Dilemma». The Nizkor Project. Cópia arquivada em 22 de dezembro de 2019
43. ↑  Walton 1999b.
44. ↑  «Your logical fallacy is begging the question». Thou shalt not commit logical fallacies. Consultado em 24 de fevereiro de 2016. Cópia arquivada em 27 de setembro de 2015
45. ↑  «Fallacy: Begging the Question». nizkor.org. Consultado em 24 de fevereiro de 2016. Cópia arquivada em 10 de março de 2019
46. ↑  «Begging the Question». txstate.edu. Consultado em 24 de fevereiro de 2016. Cópia arquivada em 28 de setembro de 2015
47. ↑  Ramage, Bean & Johnson 2016.
48. ↑  Pirie 2007, p. 5.
49. ↑  Flew 1984.
50. ↑  Fischer 1970, p. 127.
51. ↑  Damer 2009, p. 151.
52. ↑  Hurley 2008, p. 134.
53. ↑  Bennet, Bo. «Cherry Picking». logicallyfallacious (em inglês)
54. ↑  Hurley 2008, p. 135.
55. ↑  Pirie 2007, p. 41.
56. ↑  Damer 2009, p. 180.
57. ↑  Gula 2007, p. 135.
58. ↑  Damer 2009, p. 178.
59. ↑  Damer 2009, p. 186.
60. ↑  Damer 2009, p. 165.
61. ↑  «Argument from personal incredulity – Toolkit For Thinking». www.toolkitforthinking.com (em inglês). Consultado em 8 de novembro de 2013. Cópia arquivada em 5 de julho de 2015
62. ↑  Patey 1986.
63. ↑  «Repetition». changingminds.org. Consultado em 24 de fevereiro de 2016. Cópia arquivada em 4 de março de 2016
64. ↑  «Ad nauseam – Toolkit For Thinking». toolkitforthinking.com. Consultado em 24 de fevereiro de 2016. Cópia arquivada em 4 de março de 2016
65. ↑  «Argument from silence – Toolkit For Thinking». toolkitforthinking.com. Consultado em 24 de fevereiro de 2016. Cópia arquivada em 4 de março de 2016
66. ↑  Gary Curtis. «Logical Fallacy: Red Herring». fallacyfiles.org. Consultado em 24 de fevereiro de 2016. Cópia arquivada em 3 de março de 2016
67. ↑  «Logical Fallacies». logicalfallacies.info. Consultado em 24 de fevereiro de 2016. Cópia arquivada em 21 de fevereiro de 2016
68. ↑  Damer 2009, p. 208.
69. ↑  Nizkor. «Circumstantial Ad Hominem». Consultado em 5 de setembro de 2018. Arquivado do original em 13 de julho de 2015
70. ↑  Walton 1999, p. 187.
71. ↑  Walton 1999, p. 27.
72. ↑  Damer 2009, p. 111.
73. ↑  «Appeal to Fear». changingminds.org. Consultado em 11 de fevereiro de 2014. Cópia arquivada em 22 de fevereiro de 2014
74. ↑  Gula 2007, p. 12.
75. ↑  Walton 1999, p. 128.
76. ↑  «Appeal to Ridicule». changingminds.org. Consultado em 11 de fevereiro de 2014. Cópia arquivada em 22 de fevereiro de 2014
77. ↑  «Appeal to Spite». changingminds.org. Consultado em 11 de fevereiro de 2014. Cópia arquivada em 22 de fevereiro de 2014
78. ↑  Munson & Black 2016.
79. ↑  Damer 2009, p. 146.
80. ↑  Gary Curtis. «Logical Fallacy: Appeal to Nature». fallacyfiles.org. Consultado em 11 de fevereiro de 2014. Cópia arquivada em 24 de setembro de 2015
81. ↑  Pirie 2007, p. 116.
82. ↑  Pirie 2007, p. 104.
83. ↑  Pirie 2007, p. 39.
84. ↑  Pirie 2007, p. 14.
85. ↑  Damer 2009, p. 106.
86. ↑  «Appeal to Widespread Belief». Consultado em 6 de outubro de 2012. Arquivado do original em 13 de junho de 2011
87. ↑  Johnson & Blair 2006, p. 122.
88. ↑  «Encyclopedia Barfieldiana». davidlavery.net. Consultado em 11 de fevereiro de 2014. Cópia arquivada em 20 de maio de 2013
89. ↑  «Archived copy». Consultado em 11 de fevereiro de 2014. Arquivado do original em 5 de fevereiro de 2012
90. ↑  Gary Curtis. «Logical Fallacy: Guilt by Association». fallacyfiles.org. Consultado em 11 de fevereiro de 2014. Cópia arquivada em 5 de junho de 2019
91. ↑  Bennett, Bo. «Logic Chopping». LogicallyFallacious
92. ↑  Smith 2018.
93. ↑  Turkel 2016.
94. ↑  «Relative privation». Consultado em 30 de dezembro de 2019. Cópia arquivada em 5 de novembro de 2019 – via Logically Fallacious
95. ↑  Curtis, Garry N. «The Texas Sharpshooter Fallacy». www.fallacyfiles.org. Consultado em 1 de outubro de 2021
96. ↑  Pirie 2007, p. 164.
97. ↑  Walton 1999, p. 22.
98. ↑  Walton 1999, p. 93.
99. ↑  «Naturalistic fallacy». TheFreeDictionary.com. Consultado em 1 de julho de 2013. Cópia arquivada em 4 de junho de 2013
100. 1 2  Dowden, Bradley. «Fallacies | Internet Encyclopedia of Philosophy». Internet Encyclopedia of Philosophy (em inglês). Consultado em 1 de outubro de 2021
101. ↑  Westbrook 2015, p. 359.